# Metabiantes trifasciatus
Metabiantes trifasciatus is een hooiwagen uit de familie Biantidae.